# Uthal
Uthal ist eine Opéra-comique (Originalbezeichnung: „Opéra“) in einem Akt des französischen Komponisten Étienne-Nicolas Méhul. Das Libretto stammt von Jacques Bins de Saint-Victor und basiert auf dem Gedicht Berrathon aus dem Epos Ossian von James Macpherson. Die Uraufführung fand am 17. Mai 1806 in der Salle Feydeau der Opéra-Comique in Paris statt.

## Handlung
Uthal hat das Land seines Schwiegervaters Larmor an sich gerissen. Dieser schickt den Barden Ullin zu König Fingal und bittet diesen um Hilfe. Malvina, die Tochter Larmors und Ehefrau von Uthal, steht zwischen den Fronten und befindet sich in dem Dilemma, sich zwischen ihrem Vater und ihrem Mann entscheiden zu müssen. Vergeblich versucht sie, den Krieg zu verhindern. Die nun folgende Schlacht wird von Uthal verloren. Der Sieger Larmor schickt ihn in die Verbannung. Als Malvina daraufhin zu Uthal hält und ihm ins Exil folgen will, bereut dieser seinen Angriff auf Larmor, worauf dieser ihm großzügig verzeiht. Damit sind am Ende alle wieder als Familie vereint.

## Gestaltung
Die Oper besitzt, wie in der Opéra-comique üblich, gesprochene Dialoge. Jedoch fiel schon den zeitgenössischen Kritikern auf, dass das Werk deutlich von den üblichen Konventionen dieses Genres abweicht. Hier gibt es größere zusammenhängende Szenenblöcke aus mehreren Teilen. In der ersten Nummer sind beispielsweise Arie und Duett durch ein Rezitativ verbunden, und das Duett Nr. 6 leitet direkt in eine Ensembleszene über.
Auffällig ist auch die Dominanz der tieferen Stimmen, die der düsteren Handlung entspricht. Es gibt nur eine einzige Frauenrolle, und auch der Chor ist ein reiner Männerchor. Sogar im Orchester verzichtet Méhul auf die Violinen und teilt stattdessen die Bratschen.
Das romantische Stück Hymne au soleil gilt als eines der besten musikalischen Schöpfungen des Komponisten. Bei Méhuls Trauerfeier im Jahr 1817 wurde diese Nummer von den Studenten des Pariser Conservatoires vorgetragen.

### Orchester
Die Orchesterbesetzung der Oper enthält die folgenden Instrumente:
- Holzbläser: zwei Flöten, zwei Oboen, zwei Klarinetten, zwei Fagotte
- Blechbläser: vier Hörner
- Pauken, Tamtam
- Harfe
- Streicher ohne Violinen, mit geteilten Bratschen
- Bühnenmusik (aus dem Orchester besetzt): zwei Klarinetten, zwei Fagotte, zwei Hörner, Harfe

### Musiknummern
Im Booklet der CD-Einspielung der Versailler Aufführung sind folgende Musiknummern ausgewiesen:
1. Ouvertüre
2. Szene 1: Dialog: „Malvina! ma fille!“ (Malvina, Larmor)
3. Szene 1: Arie und Duett: „Ombres de mes aïeux“ (Malvina, Larmor)
4. Szene 1: Dialog: „Ma fille, il n’est pas loin le jour“ (Malvina, Larmor)
5. Szene 1: „Le grand Fingal, pour punir“ (Malvina, Larmor, Barden, Krieger)
6. Szene 2: „Nous bravons les tempêtes“ (Krieger)
7. Szene 2: Dialog: „Ô combien votre aspect“ (Malvina, Larmor, Ullin, Barden, Krieger)
8. Szene 2: „Vers le palais“ (Malvina, Larmor, Ullin, Barden, Krieger)
9. Szene 3: Rezitativ: „Quoi! ce combat affreux“ (Malvina, Barden)
10. Szene 3: „Ô de Selma!“ (Malvina, Barden)
11. Szene 3: Dialog: „Où chercher un appui“ (Malvina)
12. Szenen 4 und 5: Rezitativ und Romanze: „Quoi! je la cherche en vain!“ (Uthal)
13. Szenen 4 und 5: Dialog: „Larmor!“ (Malvina, Uthal)
14. Szenen 4 und 5: Duett: „Uthal!“ (Malvina, Uthal)
15. Szenen 6 und 7: Dialog: „En croirai-je mes yeux?“ (Malvina, Uthal, Larmor, Ullin, Barden, Krieger)
16. Szenen 6 und 7: „Braves vengeurs“ (Malvina, Larmor, Ullin, Barden, Krieger)
17. Szenen 8 und 9: Rezitativ: „C'en est fait“ (Malvina, Barden)
18. Szenen 8 und 9: „Près de Balva“ (Malvina, Anführer der Barden, Barden)
19. Szenen 8 und 9: Dialog: „Mon père!“ (Malvina, Larmor, Barden)
20. Szene 10: „Réjouis-toi, Morven“ (Krieger)
21. Szene 10: Dialog: „Enfin j’ai le pouvoir de venger“ (Malvina, Uthal, Larmor, Barden, Krieger)
22. Szene 10: Finale: „Doux moment!“ (Malvina, Uthal, Ullin, Larmor, Barden, Krieger)

## Werkgeschichte
Der ursprüngliche Titel der Oper lautete Malvina. Das Libretto entstand vor dem Hintergrund einer europäischen Vorliebe für das Epos Ossian von James Macpherson. Diesem Thema widmeten sich verschiedene Maler und Musiker. Zu Méhuls Zeit vertonte sein Kollege und Konkurrent Jean-François Lesueur das Thema unter dem Titel Ossian, ou Les Bardes. In diesem Zusammenhang musste sich der Librettist Vorwürfe gefallen lassen sein Libretto für Uthal sei eine Kopie von dem des Lesueur Werkes. Diesen Vorwurf wies Saint-Victor aber weit von sich. Auch andere Komponisten in verschiedenen Zeiten griffen diese Thematik auf dazu gehören unter anderem Johannes Brahms (Gesang aus Fingal); Niels Wilhelm Gade (Nachklänge von Ossian); Friedrich Ludwig Æmilius Kunzen (Ossians Harfe) und Franz Schubert (11 Lieder auf ossianische Texte).
Bei der Uraufführung am 17. Mai 1806 in der Salle Feydeau der Opéra-Comique sangen Jean-Pierre Solié (Larmor), Julie Angélique Scio (Malvina), Jean Baptiste Sauveur Gavaudan (Uthal), Pierre Gaveaux (Ullin) und Baptiste Cadet (Anführer der Barden). Obwohl sie von der Kritik wohlwollend angenommen wurde, gab es lediglich 17 Aufführungen, und auch bei der Wiederaufnahme 1808 war der Oper kein größerer Erfolg beschieden.
Weitere nachweisbare Produktionen waren:
- 1806: Petersburg
- 1806: Stuttgart (deutsch von Franz Carl Hiemer)
- 1807: Brüssel
- 1808: Berlin (deutsch von Karl Alexander Herklots)
- 1810: Wien
- 1813: Prag
- 1814: Königsberg
- 1846: Kopenhagen (dänisch von Carl Borgaard)
- 1875: München (deutsch von Otto Devrient)
- 1981: Karlsruhe
- 1894: München
- 1900: Elberfeld
- 1904 und 1906: Dessau
- 1972: USA

In jüngerer Zeit gab es verschiedene Neuinszenierungen der Oper. Im Jahr 1972 entstand eine Einspielung in der Studios der BBC, die im März 1973 über deren Radiosender (Radio 3) ausgestrahlt wurde. Unter der Leitung von Stanford Robinson spielte das BBC Concert Orchestra. Solisten waren unter anderem John Wakefield als Uthal und Laura Sarti als Malvina.
Am 30. Mai 2015 kam es im Schlosstheater von Versailles zu einer konzertanten Aufführung. Dabei handelte es sich um eine Produktion der Palazzetto Bru Zane – Centre de musique romantique française. Unter der Leitung von Christophe Rousset spielten und sangen das Barockensemble Les Talens Lyriques und der Chœur de Chambre de Namur. Als Solisten wirkten u. a. Karine Deshayes, Yann Beuron, Sebastien Droy und Reinoud van Mechelen mit. Eine CD-Einspielung dieser Aufführung kam 2017 in den Handel.

## Digitalisate
- Uthal: Noten und Audiodateien im International Music Score Library Project
- Partiturmanuskript. Digitalisat bei Gallica
- Libretto (französisch), Paris 1806. Digitalisat der Library of Congress
- Arien und Gesänge aus dem heroischen Singspiele Uthal. Libretto (deutsch), Berlin 1808. Digitalisat der Library of Congress, Übersetzung: Karl Alexander Herklots
- Libretto (deutsch), Karlsruhe 1869. Digitalisat der Library of Congress, Übersetzung: Otto Devrient